# Alternerande fakultet
Inom matematiken är alternerande fakulteten absoluta värdet av alternerande summan av de n första värdena på fakulteten. Algebraiskt kan den definieras som
{\displaystyle \mathrm {af} (n)=\sum _{i=1}^{n}(-1)^{n-i}i!}
eller via differensekvationen
{\displaystyle \mathrm {af} (n)=n!-\mathrm {af} (n-1)}
där af(1) = 1.
De första värdena på alternerande fakulteten är:
0, 1, 1, 5, 19, 101, 619, 4421, 35899, 326981, 3301819, 36614981, 442386619, 5784634181, 81393657019, 1226280710981, 19696509177019, 335990918918981, 6066382786809019, 115578717622022981, 2317323290554617019, 48773618881154822981, … (talföljd A005165 i OEIS).
Miodrag Zivković bevisade 1999 att det finns bara ett ändligt antal värden på alternerande fakulteten som är primtal. 